# Traminer roz

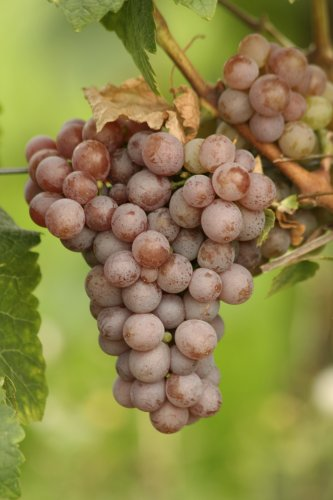
Ciorchine de Traminer roz / Gewürztraminer gata să fie cules.

Traminer roz, sau Gewürztraminer, este un soi nobil de viță de vie (Vitis Vinifera), cu ciorchine de mărime medie, circa 60-80 g, boabele roz sidefii, micuțe și rotunde și cu gust de dulceață de trandafiri. Ciorchinele se desprinde greu de pe coardă și de aceea trebuie folosită o unealtă de tăiere, pentru a nu pierde sucul prețios al acestui strugure. Acumulează peste 230 g/l zaharuri atunci când are condiții excelente de coacere și dă un vin alb fructuos, particular și fin. Aroma deosebită îl face de neconfundat cu alte vinuri.

## Sinonime și varietăți
Lista sinonimelor și varietăților este foarte lungă.Deoarece relațiile exacte dintre Traminer, Gewürztraminer și alte soiuri clonate sunt încă neclare, este posibil ca lista de mai jos trebuie să fie scurtată prin analiza ADN-ului.
Auvernas Rouge, Blanc Brun, Blanc Court, Bon Blanc, Blauer Traminer, Christkindeltraube, Christkindlestraube, Clevener, Clevner, Crevena Ruziva, Crovena Ruzica, Diseci Traminer, Dreimaenner, Dreimannen, Dreipfenniger, Dreipfennigholz, Drumin, Drumin Ljbora, Duret Rouge, Edeltraube, Fahlroter Traminer, Fermentin Rouge, Fleischroth, Fleischtraube, Fleischweiner, Formentin Rouge, Fourmenteau Rouge, Fränkisch, Fränkische Traube, Frencher, Fromente, Fromenteau, Fűszeres (Ungaria), Fűszeres tramini (Ungaria), Gänsefuß,Gelber Traminer, Gentil Rose Aromatique, Gentil-duret Rouge, Gentile Blanc, Gewürzter Traminer, Gewuerztraminer, Gleenbraun, Grauer Traminer, Gringet, Gris Rouge, Haiden, Kirmizi Traminer, Klaebinger, Klaevner, Kleberoth, Kleinbraun, Kleiner Traminer, Kleinwiener, Livora, Livora Cervena, Mala Dinka, Marzimmer, Mirisavi Traminac, Nature, Nature Rose, Noble Rose, Nuernberger Rot, Pinat Cervena, Piros Tramini, Plant Paien, Princ Cerveny, Princt Cervena, Princt Cerveny, Ranfoliza, Rosentraminer, Rotclevner, Rotedel, Roter Nuerberger, Roter Nuernberger, Roter Traminer, Rotfranken, Rothklauser, Roth Tromminer, Rothweiner, Rothwiener, Rotklaevler, Rotklaevner, Rotklevner, Rousselet, Ruhmor, Runziva, Rusa, Ruska, Ryvola, Salvagnin, Sandtraminer, Sauvagnin, Savagnin, Savagnin Jaune, Savagnin Rosa Aromatique, Savagnin Rose, Savagnin Rose Aromatique, Savagnin Rose Musque, Schleitheimer, St. Klauser, Termeno Aromatico, Tramín červený, Tramín kořenný, Traminac Crveni, Traminac Diseci, Traminac mirisavi (Croația), Traminac Mirisavi Crveni, Traminac Sivi, Traminec, Traminer, Traminer Aromatico, Traminer Epice, Traminer Musque, Traminer Parfume, Traminer Rosa, Traminer Rose Aromatique, Traminer Rot, Traminer Rozovyi, Tramini Piros, Tramintz, Trammener, Tromminer, Weißblank, Weißer Traminer.